# Christian von Stenglin (1843–1928)
Christian Freiherr von Stenglin (* 22. Dezember 1843 in Beckendorf, heute Ortsteil von Bengerstorf; † 20. Juni 1928 in Ribnitz) war ein preußischer Major, mecklenburgischer Oberlandstallmeister und Direktor des Landgestüts Redefin.

## Leben und Wirken
Stenglin stammt aus dem im ehemaligen Amt Boizenburg gelegenen Haus Beckendorf und damit aus der jüngeren Linie des Patrizier- und Adelsgeschlechts von Stenglin. Sein Großvater Otto Christian Freiherr von Stenglin (1764–1851), Großherzoglich Mecklenburgischer Kammerherr und Domherr zu Lübeck, hatte Beckendorf 1815 erworben.
Von 1853 bis 1863 besuchte Stenglin das Vorbereitungs-Institut in Sülze bei Celle sowie Gymnasien in Celle und Gütersloh. In Jüterbog und Torgau erhielt er eine preußische Fähnrichsausbildung. 1863 begann seine Militärlaufbahn.
1870/71 nahm er am Deutsch-Französischen Krieg teil und war ab 1872 beim Leib-Kürassier-Regiment (Schlesisches) Nr. 1 in Breslau stationiert, wo er 1876 zum Rittmeister befördert wurde. 1885 nahm er als Major seinen Abschied aus dem aktiven preußischen Militärdienst.
Christian von Stenglin heiratete am 7. November 1873 in Hannover Klara (Gustava Johanna Friedrike Fernanda) von Plessen (1850–1920), die Tochter des mecklenburgischen Amtmanns (1848) in Hagenow, Otto von Plessen und seiner Ehefrau Luise, geb. von Schimmelmann aus Letzlingen. Klara wurde schon einen Tag nach ihrer Geburt, am 10. Februar 1850 unter der Nr. 1317 im Einschreibebuch des Klosters Dobbertin zur Aufnahme in den Konvent eingetragen, was aber nach ihrer Heirat gestrichen wurde. Das Paar hatte zwei Töchter und einen Sohn: Irmgard, Margarethe und Otto. Die unverheirateten Töchter wohnten bei den Eltern in Redefin und danach bis zum Tod des Vaters bei ihm im Küchenmeisterhaus des Klosters Ribnitz. Margarethe war unter der Nr. 1644 im Kloster Dobbertin eingeschrieben. 1928 folgte sie dem Ruf aus Dobbertin und starb als eine der letzten Konventualinnen dort am 27. Februar 1965 im Landeskloster. Der Sohn Otto war von 1916 bis 1934 Landstallmeister im Rheinischen Landgestüt zu Wickrath.
1884 besuchte Stenglin für drei Monate die Tierarzneischule Berlin. Danach war er im Hauptgestüt Graditz und im hannoverschen Landgestüt in Celle tätig. 1891 wurde er an das Brandenburgische Haupt- und Landgestüt Neustadt/Dosse und wenige Monate später wieder an das Landgestüt Celle berufen.
Auf Empfehlungen von Berthold Graf von Bernstorff und Georg Graf Lehndorff hatte der mecklenburg-schwerinsche Staatsminister Alexander von Bülow Christian Freiherr von Stenglin aus Celle beim Großherzog Friedrich Franz III. zum Oberlandstallmeister für Redefin vorgeschlagen. Am 1. April 1892 wurde er als Direktor des Landgestüts angestellt. 1897 führte er als Oberlandstallmeister in Redefin die erste Hengstschau Mecklenburgs in Redefin durch. Schon 1901 erfolgte die zweite Veranstaltung. Ab 1901 war er im Vorstand des Ludwigsluster Rennvereins.
Ab 1906 hatte Stenglin eine besondere Vertrauensstellung am Hof: Anfang März 1906 ließ Großherzog Friedrich Franz IV. (Mecklenburg) Herzog Paul Friedrich zu Mecklenburg, seinen Onkel, und dessen Frau Marie entmündigen und ernannte Christian von Stenglin zu ihrem Vormund.
Während des Ersten Weltkriegs zogen mit dem Ludwigsluster Dragoner-Regiment Nr. 17 zahlreiche Redefiner Pferde mit in den Krieg. Doch dem Oberlandstallmeister Freiherr von Stenglin gelang es, das Redefiner Landgestüt in den Kriegsjahren vor großen Verlusten zu bewahren.
1912 feierte das Landgestüt sein 100-jähriges Bestehen. Zum Festessen waren in Redefin 125 Personen geladen. Den Teilnehmern standen am Bahnhof Hagenow-Land zu allen Zügen Leiterwagen zur Weiterfahrt zum Landgestüt bereit. Mit einer großen öffentlichen Hengstvorführung endeten am 22. Oktober 1912 die Feierlichkeiten. Das Verzeichnis der zur Vorführung gekommenen Hengste wurde vom Oberlandstallmeister von Stenglin persönlich erarbeitet.

Festgesellschaft auf der Freitreppe des ehemaligen Oberlandstallmeisterhauses bei der 100-Jahr-Feier des Landgestüts Redefin 1912
obere Reihe (von links) mit Staatsministern Stratmann, Eckermann, von Blücher, von Pressentin und dem Sohn Otto von Stenglin, mittlere Reihe (von links) mit Hofstallmeister von Maltzahn und Staatsminister Carl Graf von Bassewitz-Levetzow, vordere Reihe (von links) mit Herzog Paul Friedrich von Mecklenburg, Großherzog Friedrich Franz IV. von Mecklenburg, der Tochter Margarethe von Stenglin, seine Frau Klara von Stenglin, geb. von Plessen, dem Oberlandstallmeister Christian von Stenglin, der Tochter Irmgard von Stenglin, Ernst August von Hannover (1912).

Nach dem Thronverzicht des Großherzogs Friedrich Franz IV. 1918 reichte Oberlandstallmeister von Stenglin zum 30. September 1920 seinen Abschied vom Landgestüt ein. Da seine Frau Klara am 14. Februar 1920 in Redefin verstorben war, zog er mit beiden Töchtern nach Ribnitz und wohnte dort bis zu seinem Tode am 20. Juni 1928 im ehemaligen Küchenmeisterhaus des Landesklosters Ribnitz. Nach der öffentlichen Trauerfeier am 24. Juni 1928 in der Klosterkirche zu Ribnitz wurde er am 25. Juni 1928 auf dem Friedhof in Redefin neben seiner Frau beigesetzt.
Sein Sohn Otto Detlev Hartwig Karl (1877–1957) setzte die Tradition als Landstallmeister und Gestütsdirektor in Wickrath fort, ebenso sein gleichnamiger Enkel Christian von Stenglin (1914–2002) als Landstallmeister und Leiter des Niedersächsischen Landgestüts Celle.

## Auszeichnungen
- Für die Teilnahme am Deutschen Krieg 1866 gegen Österreich und am Deutsch-Französischen Krieg 1870/71 wurde er mit dem Eisernen Kreuz und dem Mecklenburgischen Militär-Verdienstkreuz 2. Klasse ausgezeichnet.
- Hausorden der Wendischen Krone: Großkreuz mit der Krone in Gold, verbunden mit dem Titel Exzellenz